# Liste der Monuments historiques in Fuligny
Die Liste der Monuments historiques in Fuligny führt die Monuments historiques in der französischen Gemeinde Fuligny auf.

## Liste der Immobilien
| Bezeichnung        | Beschreibung | Standort                | Kennzeichnung | Schutzstatus | Datum | Bild           |
| ------------------ | --- | ----------------------- | ------------- | ------------ | ----- | -------------- |
| Château de Fuligny | ehemaliges Schloss, im 18. Jahrhundert am Platz eines Vorgängerbaus errichtet, 1988 abgebrochen; erhalten: Taubenturm und Portal | Rue du Colombier (Lage) | PA10000020    | Inscrit      | 2003  | weitere Bilder |

## Liste der Objekte
| Bezeichnung                   | Beschreibung               | Standort                        | Kennzeichnung | Schutzstatus | Datum | Bild |
| ----------------------------- | -------------------------- | ------------------------------- | ------------- | ------------ | ----- | ---- |
| Kirchenfenster                | aus dem 16. Jahrhundert    | in der Kirche St-Laurent (Lage) | PM10000855    | Classé       | 1913  |      |
| Grabstein der Familie Lantage | Kalkstein, 16. Jahrhundert | in der Kirche St-Laurent (Lage) | PM10000856    | Classé       | 1913  |      |